# 平塚市美術館
座標: 北緯35度20分17秒 東経139度20分51秒 / 北緯35.338079度 東経139.347595度平塚市美術館（ひらつかしびじゅつかん、英語：The Hiratsuka Museum of Art）は、神奈川県平塚市に所在する公立の美術館。湘南地域の中央に位置する美術館として、メインテーマを「湘南の美術・光」とし活動を行っている。

## 概要
平塚市博物館美術部門を前身とし、1991年（平成3年）に開館。平塚市中央図書館、青少年会館、教育会館などの文化施設が集まる「文化ゾーン」の一角に位置している。美術館建設にあたっては、教育畑出身の加藤一太郎、石川京一ら歴代市長の強い要望があった。
750平方メートルの展示室を2室を用い、年間3、4回の展示替えをおこなっている。開館当初は準備室時代までに収集された湘南ゆかりの作家（鳥海青児、萬鐵五郎、岸田劉生など）を中心に展覧会が行われたが、近年ではより積極的なテーマを設けた企画展を行っている。
併設施設にレストランとアトリエがあり、アトリエではワークショップを開催している。

## 建築概要
- 設計：日建設計

総括責任者は岐阜県美術館、京都迎賓館などを手がけた佐藤義信。

## 収蔵作品
- 鳥海青児
- 工藤甲人
- 保田春彦
- 濱谷浩